# WHDG
Koordinaten: 45° 22′ 50″ N, 89° 11′ 22″ W
WHDG oder WHDG-FM (Branding: „Hodag Country 97.3“) ist ein US-amerikanischer Countrymusik-Hörfunksender aus Rhinelander im US-Bundesstaat Wisconsin. WHDG sendet auf der UKW-Frequenz 97,3 MHz. Eigentümer und Betreiber ist Raven License Sub, LLC.